# Euceratherium collinum
Espèce
Synonymes
- Aftonius calvini Hay, 1913[1]
- Preptoceras sinclairi Furlong, 1905[2]
- Euceratherium bizzelli Stovall, 1937[1]
- Euceratherium sinclairi (Furlong 1905)[1]

Euceratherium collinum (connu en anglais sous le nom Shrub-ox, littéralement bœuf des buissons) est une espèce éteinte de bovidés d'Amérique du Nord. Cette espèce était cousine et contemporaine d’un autre capriné, le Bœuf musqué casqué. Elle faisait partie de la Mégafaune du Pléistocène. Son extinction remonte à la fin de la dernière période glaciaire il y a environ 12 000 ans.

## Systématique
L'espèce Euceratherium collinum a été décrite en 1904 par les paléontologues américains Eustace Leopold Furlong (d) (1874-1950) et William John Sinclair (1877-1935).

## Description
Euceratherium collinum pouvait atteindre un poids de 600 kg et une taille comprise entre le Bison et le Bœuf musqué.

## Classification
|         | (…) |
|         | |
|         | \| Ovina \| Nilgiritragus, Ovis… \| \| \| Nilgiritragus, Ovis… \| \| Caprina \| Pseudois, Hemitragus, Capra… \| \| \| Pseudois, Hemitragus, Capra… \| |
|         | |
| Ovina   | Nilgiritragus, Ovis… |
|         | Nilgiritragus, Ovis… |
| Caprina | Pseudois, Hemitragus, Capra… |
|         | Pseudois, Hemitragus, Capra… |

| Ovina   | Nilgiritragus, Ovis…         |
|         | Nilgiritragus, Ovis…         |
| Caprina | Pseudois, Hemitragus, Capra… |
|         | Pseudois, Hemitragus, Capra… |

|         | (…) |
|         | |
|         | \| Ovina \| Nilgiritragus, Ovis… \| \| \| Nilgiritragus, Ovis… \| \| Caprina \| Pseudois, Hemitragus, Capra… \| \| \| Pseudois, Hemitragus, Capra… \| |
|         | |
| Ovina   | Nilgiritragus, Ovis… |
|         | Nilgiritragus, Ovis… |
| Caprina | Pseudois, Hemitragus, Capra… |
|         | Pseudois, Hemitragus, Capra… |

| Ovina   | Nilgiritragus, Ovis…         |
|         | Nilgiritragus, Ovis…         |
| Caprina | Pseudois, Hemitragus, Capra… |
|         | Pseudois, Hemitragus, Capra… |

|         | (…) |
|         | |
|         | \| Ovina \| Nilgiritragus, Ovis… \| \| \| Nilgiritragus, Ovis… \| \| Caprina \| Pseudois, Hemitragus, Capra… \| \| \| Pseudois, Hemitragus, Capra… \| |
|         | |
| Ovina   | Nilgiritragus, Ovis… |
|         | Nilgiritragus, Ovis… |
| Caprina | Pseudois, Hemitragus, Capra… |
|         | Pseudois, Hemitragus, Capra… |

| Ovina   | Nilgiritragus, Ovis…         |
|         | Nilgiritragus, Ovis…         |
| Caprina | Pseudois, Hemitragus, Capra… |
|         | Pseudois, Hemitragus, Capra… |

|         | (…) |
|         | |
|         | \| Ovina \| Nilgiritragus, Ovis… \| \| \| Nilgiritragus, Ovis… \| \| Caprina \| Pseudois, Hemitragus, Capra… \| \| \| Pseudois, Hemitragus, Capra… \| |
|         | |
| Ovina   | Nilgiritragus, Ovis… |
|         | Nilgiritragus, Ovis… |
| Caprina | Pseudois, Hemitragus, Capra… |
|         | Pseudois, Hemitragus, Capra… |

| Ovina   | Nilgiritragus, Ovis…         |
|         | Nilgiritragus, Ovis…         |
| Caprina | Pseudois, Hemitragus, Capra… |
|         | Pseudois, Hemitragus, Capra… |

N.B. les positions phylogénétiques d'Ammotragus, Arabitragus, Oreamnos ou Rupicapra restent incertaines.

## Liste des sous-espèces
Selon Paleobiology Database (30 juillet 2021) :
- sous-espèce Euceratherium collinum morrisi
- sous-espèce Preptoceras sinclairi neomexicana